# 井土霊山

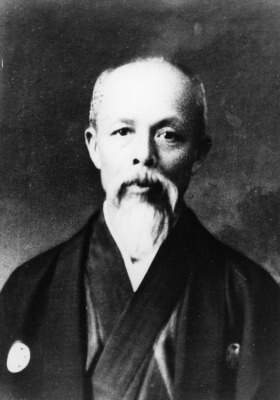
Portrait of Ido Reizan (井土霊山)

井土 霊山（いど れいざん、1859年（安政6年） - 1935年（昭和10年）7月22日）は、日本のジャーナリスト、文筆家、漢詩人、自由民権家。

## 経歴
相馬中村藩士の和田祥重の子として現在の福島県で生まれた。名は「経重」で「霊山」は雅号。字は子常。旧姓は和田であったが、後に秋月藩の江戸詰め藩士の家である東京府麻布区我善坊町（現麻布一丁目）の井土家に婿入りし井土姓となる。このため、井土経重の名でも著作がある。他の表記に井土靈山、井土経重、井土經重、靈山仙史、井𡈽経重がある。
官立宮城師範学校に入学し、二年間の在籍の後、校名変更を経た明治11年（1878年）に公立仙台師範学校（現在の東北大学）を卒業。仙台立町小学校で訓導、宮城県柴田郡船岡村で小学校長を務めた後、明治14年（1881年）22歳で原町市の初代小学校長（当時の名称で「主長」）に就任する。自由党通信員として自由民権運動に参加。福島事件の年に離郷。警官練習所（明治19年（1886年）からおそらく明治22年（1889年）まで）勤務の後、様々な新聞社で記者や主筆などを務めた後、書や漢詩の素養を持った文筆家として活躍。『書画月報』や『陽明学』等の雑誌に健筆を揮う。大正5（1916）年に月刊雑誌『書道及画道』創刊。昭和8（1933）年に「南画観賞会」を創立。『書道及画道』では自身の手になる数々の記事（『講經活眼著者佐久間果園小傳』『丁巳元朝三首』『気韻』『野口小蘋女子の蓋棺評』など）や漢詩の他、董其昌の『画眼』、曽国藩の論書、姜白石の『続書譜』、阮元の『南北書派論』の和訳も行っている。
記者や主筆としては『東京横浜毎日新聞』『京華春報』『改進新聞』『実業新聞』『東京毎日新聞』『大阪毎日新聞』『岡山山陽新聞』『中国民報』『やまと新聞』『大和新聞』『毎夕新聞』などに在籍する。日本初の新聞常設コラム「硯滴」（のち「余録」）の創設時の執筆者であった。主筆として連日一面に記名記事を書いていた『やまと新聞』からは経営者の松下軍治を批判して退社。
「進歩黨主義の靑年同志倶樂部」の評議員や、東京の日暹協会準備会の世話人も務める。『和漢五名家千字文集成』は版を重ね、平成1（1989）年にも出版されている。
建国大学の開学を33年さかのぼる1905年に満州大学の設立を提唱した。清国における近代の「新智識」の欠乏を清国の国力の発達への障害と捉え、日本で高等教育を受けた「上級」の人材の満州への移植、そしてこれによる新知識の清国満州への移植を唱えた。（『満洲富籤策』25-30頁）
昭和10年（1935年）豊島区西巣鴨の自宅で死去。墓所は東京都文京区（当時の小石川区関口台町）の養国寺。東京朝日新聞は霊山の逝去を報じて曰く「漢学者で明治時代の操觚界に知られた豊島区西巣鴨二ノ二〇四〇井土霊山氏は病気療養中二十二日午前零時五分自宅で死去した、享年七十七、告別式は来る二十四日午後二時から三時まで小石川区関口町養国寺で行はれる、翁は福島県の出身、詩書画の大家として知られてゐた」。

## 政治家や文人との交流
霊山の逝去を記す記事内の「後藤新平伯東道九州各地に游屐す」や「小室畫伯を東道して支那全道を漫遊」という記述、『後藤新平書翰集』所収の来翰、『支那の風俗』などからもうかがえるように、後藤新平、伊藤博文、堺利彦、小室翠雲、中村不折、香川敬三、後藤朝太郎、岩崎鏡川、江木衷、久保天随、犬養毅、高希舜、汪亞塵、近衛篤麿、湯化竜をはじめとする、諸分野で活躍する人々との面識や交流があった。
後藤新平と霊山は明治後期に警官練習所での勤務時期が一部重なっている。高橋（1967）によれば霊山は「後藤新平に可愛がられ、政界出馬を再三すすめられたが辞退」した。『後藤新平書翰集』には霊山からの八通の書簡（内容は児玉源太郎の逝去、後藤の欧米視察旅行、漢詩の注釈、揮毫依頼、前田黙鳳の義弟の紹介状など）が収録されている。後藤新平はまた霊山の明治42年（1909年）の著書『大筥根山』の巻頭に漢詩を寄せ「為霊山詞兄／題箱根遊記／新平」と署名しているほか、霊山の著書のうちのいくつか（『李太白詩集：選註』など）の題字を揮毫している。
『内藤湖南漢詩文集』には井土霊山に送られた漢詩「次韻送井土靈山之東京」が含まれており、関西大学図書館の「内藤文庫」には「井土經重」の書簡十通が所蔵されている。霊山の『実業新聞』での記者時代には同紙で堺利彦も働いていた（『堺利彦伝』第四期には霊山が数箇所で登場する）。山本悌二郎は霊山が「気の毒な生活を送っていることを河井荃廬氏から聞いて」霊山を（著述に参加させた）『澄懐堂書画目録』が「完成するまで親切に扶養」したという。主筆を務めた『やまと新聞』には小室翠雲がおり、大正9年（1920年）には小室と中国を漫遊した。小室翠雲は霊山の臨終の際にも枕頭に侍し、その臨終を写している。（「本会顧問井土靈山先生逝く」『南画鑑賞』、昭和10年）また『大筥根山』は中村不折が表紙画を担当している。1921年には呉昌碩が霊山を訪問している。1916年3月3日には土田政次郎の招待で結城蓄堂の案内で町田の香雪園に三浦英蘭、有澤紅舟、大町桂月などと遊ぶ。

## 作品
- 1886 万国史鑑 第1編(東方古代ノ帝王国) / ウヰルリアム・スウィントン (斯氏) 著 ; 井土経重訳 ; 久米金弥訂 淡海書屋
- 1886 刑法講義録 / 高木豊三講述 ; 井土經重筆記 博聞社
- 1886.12 高等警察論 / 久米金彌著 井土経重出版
- 1886 治罪法講義録 / 橋本胖三郎述；井土経重記 博聞社
  - 2003.3 治罪法「明治13年」講義録 : 上・下（復刻版） / 橋本胖三郎, 龜山貞義講述 ; 井土経重筆記 東京 : 信山社出版 （日本立法資料全集 別巻265） ISBN 4797247940
- 1886 警察講義録 / 井・ヘーン講述 ; 湯目補隆口譯 ; 井土經重筆記 博聞社
  - 2007.6 警察講義録（復刻版） / 井・ヘーン講述 ; 湯目補隆口譯 ; 井土經重筆記 信山社出版
- 1888 日本刑法講義筆記 / 磯部四郎講述 ; 井土經重筆記
  - 2011.10-11 日本刑法講義筆記（復刻版） / 磯部四郎講述 ; 井土經重筆記 信山社出版
- 1888.4 養蠶原論 / 半谷清寿著 ; 井土経重撰（序文と跋文 井土経重） 福島 : 進振堂
- 1889 相馬時事管見 一名 選挙人心得 / 井土経重著 井土経重
- 1889 警官実用 / 久米金弥著 ; 井土経重発行 伊藤書店
- 1889.3 大日本帝國憲法註釋 : 附議院法, 衆議院議員選擧法, 會計法, 貴族院令 / 井土經重註釋 ; 磯部四郎校訂 永昌堂
  - 2004 大日本帝国憲法 (明治22年) 註釈 : 附議院法, 衆議院議員選挙法, 会計法, 貴族院令（復刻版） / 井土経重著述 ; 磯部四郎校訂 信山社出版 (日本立法資料全集 別巻 293) ISBN 4797248408
- 1889.8 現行日本治罪法講義（上・下） / 磯部四郎講義 ; 井土經重筆記 博聞社
- 1891.3 日本民法註釋 / 小川鉄吉, 大倉鈕藏, 松平信英, 井土經重註釋 中村與右衛門, 水野慶次郎 (發賣)
- 1893.1 纂註 正続文章軌範評林 / 若林彪纂註 ; 井土經重校 文林閣
- 1896 征清戦死者列伝 / 井土経重, 箕輪勝, 小崎文次郎著 国光社
- 1902 児島湾開墾史 全 / 井土經重著 大阪 : 金尾文淵堂
- 1902-1903 児島湾開墾史 附録 開墾工事方法 / 井土経重著 大阪 : 金尾文淵堂
- 1903 訂正増補 児島湾開墾史 全 / 井土経重著 岡島書店
- 1905 満洲富籤策 / 井𡈽経重著 清水書房
- 1906.9 将来之東北 / 半谷清寿著 ; 井土霊山 跋「将来之東北跋五首」 丸山舎書籍部
- 1909 大筥根山 / 井土経重著 丸山舎書籍部
- 1910 李太白詩集 選註 / 井土霊山編 崇文館, 二松堂
  - 1910 李太白詩集 / 井土霊山選註 ; 後藤新平題字 ; 森槐南校閲 崇文館
- 1910.7 蒙求通觧 選註 / 李瀚著 ; 井土靈山選 ; 國分青崖閲 東京 : 崇文館
  - ポケット選註蒙求通解 / 井土霊山選註 ; 小松原英太郎題字 ; 國分青厓校閲 崇文館
- 1910.11 六雄八將論 注解 / 青山延光著 ; 井土經重譯 ; 國分青厓校閲 崇文館
  - ポケット註解 六雄八將論 / 井土霊山訳注 ; 後藤新平題字 ; 國分青厓校閲 崇文館
- 1910-1912 選註白樂天詩集（2冊） / 井土霊山選註 東京 : 崇文館
- 1911 ポケット寒山詩 訓註 / 井土霊山校 ; 簸川白瀉編 二松堂
- 1911 杜少陵詩集 / 井土霊山選註 崇文館
- 1911.1 作詩大成 / 井土霊山著 ; 森槐南題字 ; 土居香國題詞 東京 : 崇文館
  - 1924.11 作詩大成（第12版） / 井土霊山著 大阪 : 文友堂書店
- 1911.4 蘇東坡詩集 / 井土霊山註解 ; 後藤新平題字 崇文館
- 1912 白楽天詩集 / 町田源太郎, 井土霊山著 崇文館
- 1912 白楽天詩集 続 / 町田源太郎, 井土霊山著 崇文館
- 1913.5 選註新譯白樂天詩集 / 井土靈山譯註 ; 國分青厓校閲 三陽堂書店
  - ポケット選註白楽天詩集 / 井土霊山選註 ; 後藤新平題字 ; 國分青厓校閲 崇文館
- 1915.2 情聲詩存 / 結城琢編輯 ; 井土経重補輯 東京 : 結城琢
- 1916.11 新作詩自在 / 井土霊山著 ; 土居香國閲 東京 : 二松堂
- 1918 新釈白楽天詩集 / 井土霊山釈 ; 国分青崖校訂 日進堂書店
- 1927 新漢詩作法 / 井土霊山著 光文館書店
- 1927.7 六朝書道論（改訂版） / [康南海原著] ; 中村不折, 井土霊山共訳 東京 : 二松堂書店
  - 1938.12 六朝書道論 / 中村不折, 井土霊山共譯 東京 : 京文社書店 （原著は康有為『広芸舟双楫』1890）
- 1928.10 草書実習法 : 附仮名 / 井土霊山著 東京 : 二松堂
- 1929.4 井土霊山詩（現代日本文学全集 第三十七篇 現代日本詩集・現代日本漢詩集 151頁） / 井土霊山著 東京 : 改造社
- 1929.4 明治大正漢詩史概観（現代日本文学全集 第三十七篇 現代日本詩集・現代日本漢詩集 589-595頁）/ 井土霊山著 東京 : 改造社
- 1931 書道實習法 / 井土霊山著 書画骨董刊行会
- 1932 帰雲集 / 井土霊山撰 井土霊山
- 1933 草書要訣 / 井土霊山著 不朽社（『叢書要訣』とも）
- 1934 和漢五名家千字文集成 / 井土霊山解説 弘文社
  - 1989.1 和漢五名家千字文集成 （新装改訂版）（文海堂書道叢書 33） / 井土霊山著 文海堂 ISBN 4892440337
- 1934 法帖書論集 / 中村不折編著 ; 井土霊山序文 雄山閣
- 1937 三体千字文 : 和漢五名家対照 / 井土霊山解説 洛東書院

## 創刊した雑誌
- 書道及画道 / 大正六年創刊 二松堂書店
- 詩書画 / 昭和一年創刊 談芸社
- 南画鑑賞 / 昭和七年創刊 南画鑑賞会

このほか、『昭和詩文』の編纂顧問も務める。